# Crudia choussyana
Crudia choussyana là một loài thực vật có hoa trong họ Đậu. Loài này được (Standl.) Standl. miêu tả khoa học đầu tiên năm 1929.